# Joe Sakic
Joseph Steven Sakic (ur. 7 lipca 1969 w Burnaby w Kolumbii Brytyjskiej) – kanadyjski hokeista grający na pozycji środkowego. Całą karierę w NHL spędził reprezentując jedną franczyzę Quebec Nordiques/Colorado Avalanche. Kapitan drużyny od 1992, Sakic jest uznawany za jednego z najzdolniejszych liderów w historii NHL. Dwukrotnie, w 1996 i 2001 roku, poprowadził Lawiny po Puchar Stanleya. W 2001 roku otrzymał Hart Memorial Trophy będąc wybranym przez członków stowarzyszenia Zawodowych Dziennikarzy Hokejowych najbardziej wartościowym zawodnikiem sezonu. Jeden z sześciu zawodników Avalanche w historii franczyzy będących członkami obu mistrzowskich drużyn w walce o Puchar Stanleya. 13-krotnie wystąpił w Meczu Gwiazd NHL, z czego trzykrotnie w pierwszym składzie na pozycji środkowego. Łącznie zanotował w tych spotkaniach 16 ostatnich podań, co jest rekordem ligi. W trakcie kariery zyskał pseudonimy Burnaby Joe, Super Joe, Mr. Clutch, Quoteless Joe.
W trakcie swojej kariery Sakic był jednym z najefektywniejszych napastników w lidze, dwukrotnie zdobywając 50 bramek i sześciokrotnie co najmniej 100 punktów. Jego uderzenie „z nadgarstka”, uważane za jedno z najlepszych w historii ligi, przyniosło mu wiele bramek i było powodem strachu wśród wielu bramkarzy w NHL. Gdy kończył karierę po sezonie 2008–09 NHL był ósmym w historii zawodnikiem pod względem liczby zdobytych punktów (1641), czternastym pod względem liczby zdobytych bramek (625) oraz jedenastym w liczbie asyst (1016). W NHL łącznie wystąpił w 1378 spotkaniach (część zasadnicza sezonu). Na Zimowych Igrzyskach Olimpijskich 2002 pomógł w zdobyciu pierwszego od 50 lat złotego medalu olimpijskiego w hokeju dla Kanady i został wybrany najbardziej wartościowym zawodnikiem turnieju. Dzięki temu sukcesowi został członkiem prestiżowego Triple Gold Club. Reprezentował swój kraj również na 6 innych turniejach międzynarodowych, w tym na igrzyskach w 1998 i 2006.
Ponad dwudziestoletnią karierę w NHL Sakic zakończył 9 lipca 2009 roku. Numer 19., z którym występował w barwach Colorado Avalanche został zastrzeżony 1 października 2009 w Pepsi Center. W 2012 roku, obok Adama Oatesa, Pawła Bure i Matsa Sundina, został wprowadzony do Hockey Hall of Fame. 11 kwietnia 2013 Sakic, obok jedenastu pozostałych osób, został wprowadzony do Canada Sports Hall of Fame. W 2017 roku przyjęto go do Galerii Sławy IIHF. W 2017 roku znalazł się na liście 100 najlepszych hokeistów wszech czasów NHL, utworzonej z okazji 100-lecia ligi. Po sezonie 2010–2011 NHL objął stanowisko executive advisor w Colorado Avalanche, a 10 maja 2013 został Executive Vice President of hockey operations.

## Młodość
Sakic urodził się w Burnaby, jest synem Marjana i Slavicy Šakić, imigrantów z Chorwacji. Nie potrafił posługiwać się językiem angielskim do czasu gdy poszedł do przedszkola. Młody Sakic starał się być jak swój idol, Wayne Gretzky, zarówno na lodzie jak i poza nim. Po znakomitym sezonie rozegranym w Burnaby (87G + 73A – uzyskał ten wynik w zaledwie w 80 spotkaniach) został włączony do składu drużyny Lethbridge Broncos grającej w lidze Western Hockey League.
Począwszy od sezonu 1986–1987 Broncos przenieśli się do Swift Current, Saskatchewan i zmienili nazwę na Swift Current Broncos. Sakic rozegrał swój pierwszy pełny sezon, w którym zanotował 133 punkty (60G + 73A). Kiedy znajdował się w doskonałej formie miało miejsce tragiczne wydarzenie, które zmieniło jego życie. W dniu 30 grudnia 1986 roku, kiedy Broncos jechali na mecz przeciwko Regina Pats, miały miejsce fatalne warunki atmosferyczne. Kierowca stracił panowanie nad autobusem i wypadł z trasy. Sakic nie doznał żadnych obrażeń, lecz czterech kolegów z drużyny (Trent Kresse, Scott Kruger, Chris Mantyka oraz Brent Ruff) poniosło śmierć. Joe nigdy nie poruszał tematu tego tragicznego zdarzenia; nie odpowiadał na związane z nim dziennikarskie pytania. Wypadek bardzo wpłynął na Sakica; zaczął doceniać życie i hokej. Stał się uważniejszy, co również miało wpływ na jego późniejsze zachowanie na lodowisku. Rok później Sakic zdobył nagrodę Most Valuable Player ligi WHL oraz tytuł „najlepszego kanadyjskiego hokeisty młodego pokolenia”, zdobywając w sezonie 160 punktów (78G + 82A) i dzieląc ten tytuł z Theorenem Fleurym.

## Kariera zawodowa

### Quebec Nordiques
Sakic został wybrany z 15 numerem w pierwszej rundzie NHL Entry Draft 1987 przez kanadyjski klub Quebec Nordiques, lecz pierwszy sezon spędził w zespole Broncos. W NHL zadebiutował 6 października 1988 roku w meczu przeciwko Hartford Whalers, odnotowując w nim punkt za asystę. Pierwszą bramkę zdobył dwa dni później, pokonując ówczesnego bramkarza New Jersey Devils, Seana Burke’a. Podczas pierwszego sezonu 1988–1989 Sakic nosił koszulkę z numerem 88, ponieważ jego ulubiony numer 19 był już zajęty przez Alaina Côté. Swój debiutancki sezon zakończył z dorobkiem 62 punktów (23 gole i 39 asysty) w 70 meczach.
W sezonie 1989–1990 Sakic mógł nosić koszulkę z 19 na plecach, ponieważ Alain Côté przeszedł na sportową emeryturę. Joe w swoim drugim sezonie zdobył 102 punkty – wynik ten dał mu 9. miejsce pośród wszystkich graczy ligi NHL. Rok później, w sezonie 1990–1991, został mianowany współkapitanem drużyny. Pełnił tę funkcję na zmianę ze Stevenem Finnem (Sakic był kapitanem podczas gdy drużyna grała u siebie, natomiast Finn w meczach wyjazdowych), po raz kolejny łamiąc barierę 100 punktów, zdobywając ich 109 i zajmując na koniec sezonu w ogólnej klasyfikacji 6. miejsce. W sezonie 1991–1992 zdobył 94 punkty, opuszczając 11 meczów z powodu kontuzji. Podczas pierwszych pięciu lat gry Sakica w Nordiques zespół ten plasował się na ostatnim miejscu w swojej dywizji, a przez pierwsze trzy lata jego gry w zespole klub zajmował ostatnie miejsce w całej lidze.
Począwszy od sezonu 1992–1993 Sakic samodzielnie pełnił funkcje kapitana i poprowadził drużynę do pierwszego od sześciu lat występu w play-off. Po raz kolejny w swojej karierze przełamał barierę 100 pkt., zdobywając ich 105 w zasadniczym sezonie oraz notując 6 punktów w fazie play-off. Jego zdobycz punktowa zmalała nieznacznie w sezonie 1993–1994. Odnotował ich 94, zespół Nordiques nie awansował też do play-off. Po opuszczeniu pierwszej części sezonu 1994–1995 (lokaut w NHL) Sakic był 8 punktów za Jaromírem Jágrem w klasyfikacji najskuteczniejszych i pomógł drużynie zdobyć po raz pierwszy od sześciu lat tytuł „Mistrza Dywizji”. Był to jednocześnie ostatni z siedmiu sezonów spędzonych przez niego w Québecu.

### Colorado Avalanche

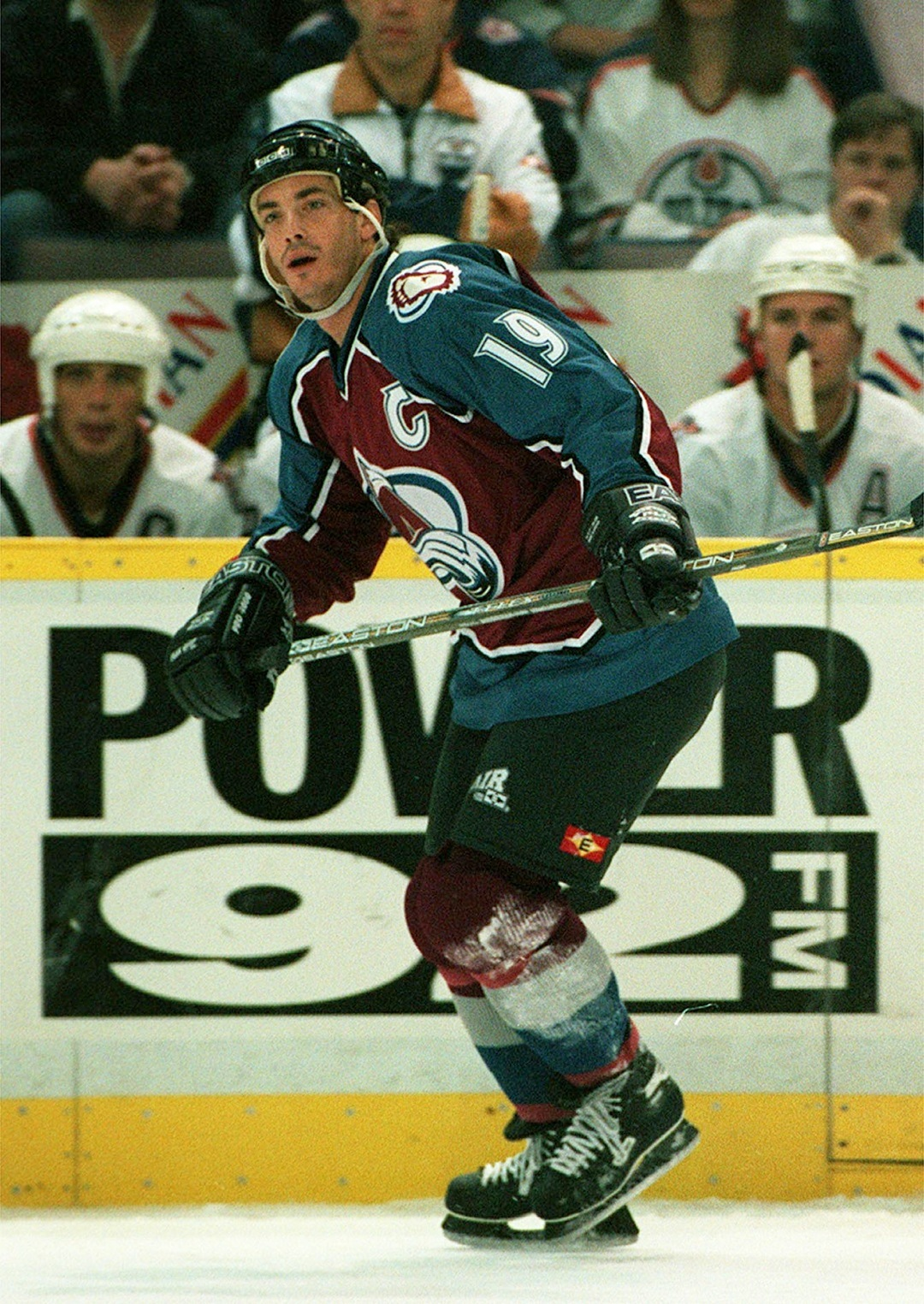
Joe Sakic w meczu z Edmonton Oilers (1997)

W czerwcu 1995 roku właściciele Quebec Nordiques ogłosili, iż klub został sprzedany i opuszczają kanadyjskie miasto. Na starcie sezonu 1995–1996 zespół przeniósł się do nowej amerykańskiej siedziby w Denver (stan Kolorado) i został przemianowany na Colorado Avalanche. Automatycznie w nowym klubie znalazł się Sakic. W inauguracyjnym dla Lawin sezonie 1995–1996 kapitan poprowadził zespół po raz pierwszy do zdobycia Pucharu Stanleya, zdobywając w sezonie 120 punktów w 82 meczach rundy zasadniczej oraz 34 punkty w 22 meczach fazy play-off. Zdobył Conn Smythe Trophy dla najbardziej wartościowego zawodnika fazy play-off. Pozbawiony większego doświadczenia z gry w fazie play-off, Sakic zdobył 18 bramek (w tym 6 zwycięskich) i był o jedną bramkę mniej od ustanowienia rekordu tej fazy, a liczbą bramek dających drużynie zwycięstwa ustanowił nowy rekord.
W sezonie 1996–1997 Sakic rozegrał tylko 65 meczów z powodu kontuzji łydki. Zdobywając w nich 74 punkty, poprowadził drużynę do swego pierwszego Presidents’ Trophy, zdobywając trzeci z rzędu tytuł mistrza dywizji. W play-off ponownie spisywał się doskonale, zdobywając 8 bramek oraz 17 asyst, prowadząc drużynę do finału konferencji, gdzie ostatecznie Colorado przegrało z Detroit Red Wings. W lecie 1997 Sakic stał się zastrzeżonym wolnym agentem (ang. Restricted Free Agent); drużyna New York Rangers, chcąca znaleźć następcę Marka Messiera, zaproponowała mu 3-letnią umowę (ang. offer sheet) opiewającą na kwotę 21 mln dolarów. Na mocy obowiązującego układu zbiorowego drużyna z Kolorado miała tydzień na wyrównanie oferty Rangers. Lawiny przystały na warunki, a nowy kontrakt Joe przyczynił się do znacznych wzrostów płac hokeistów grających w NHL.
Kontuzje dały o sobie znać w sezonie 1997–1998. Podczas swojej pierwszej Olimpiady w barwach Kanady doznał urazu kolana, który uniemożliwił mu występ w 18 meczach drużyny z Denver. W pozostałych 64 spotkaniach zdobył 63 punkty – wystarczająco dużo, by zagrać po raz 7. w karierze w Meczu Gwiazd NHL. W sezonie 1998–1999 Sakic zdobył 96 punktów w 73 meczach i ostatecznie zakończył sezon na 5. pozycji pośród wszystkich graczy z najwyższym dorobkiem punktowym. W tym sezonie Colorado Avalanche awansowali do finału rozgrywek Konferencji Zachodniej o Puchar Stanleya. Po zakończeniu sezonu Sakic został sklasyfikowany przez The Hockey News na 94. pozycji pośród 100 najlepszych hokeistów.
Sezon 1999–2000 ponownie był dla Sakica udany – wprawdzie kontuzje go nie ominęły, lecz i tak zdołał uzyskać 81 punktów i zarazem osiągnął kilka kamieni milowych. Po ponad miesiącu bez strzelonego gola (Sakic przy 999 trafieniach doznał kontuzji chrząstki żebrowej), 27 grudnia 1999 roku w meczu przeciwko St. Louis Blues Sakic stał się 56. graczem ligi, który zdobył 1000 punktów w karierze, a 14., który osiągnął tę liczbę grając dla jednej organizacji. 23 marca 2000 roku zdobył hat-tricka w meczu przeciwko Phoenix Coyotes i stał się 59. graczem ligi, który strzelił co najmniej 400 bramek. Dzięki temu osiągnął liczbę 1049 punktów zdobytych w trakcie swojej kariery i tym samym pozycję najlepiej punktującego w historii franczyzy Quebec/Colorado, bijąc osiągnięcie dotychczasowego lidera w tej klasyfikacji, Petera Šťastnego.
Sakic ponownie przełamał liczbę 100 punktów w sezonie 2000–2001, zdobywając ich 118, w tym rekordowe w karierze 54 bramki. W obu statystykach był drugi w lidze na koniec rozgrywek. Zdobył Hart Memorial Trophy, Lady Byng Memorial Trophy i Lester B. Pearson Award (ostatnią z nagród wręczył mu jego mentor z Nordiques, Peter Šťastný). Sakic poprowadził Lawiny po drugi triumf w walce o Puchar Stanleya, w siedmiomeczowym finale w pokonanym polu zostawiając New Jersey Devils. Był to pierwszy puchar Avalanche, od kiedy kapitanem został Sakic. Ten jednak wstrzymał się od uniesienia pucharu ponad głowę i od razu przekazał go Rayowi Bourque’owi, który czekał na ten moment aż 22 lata.

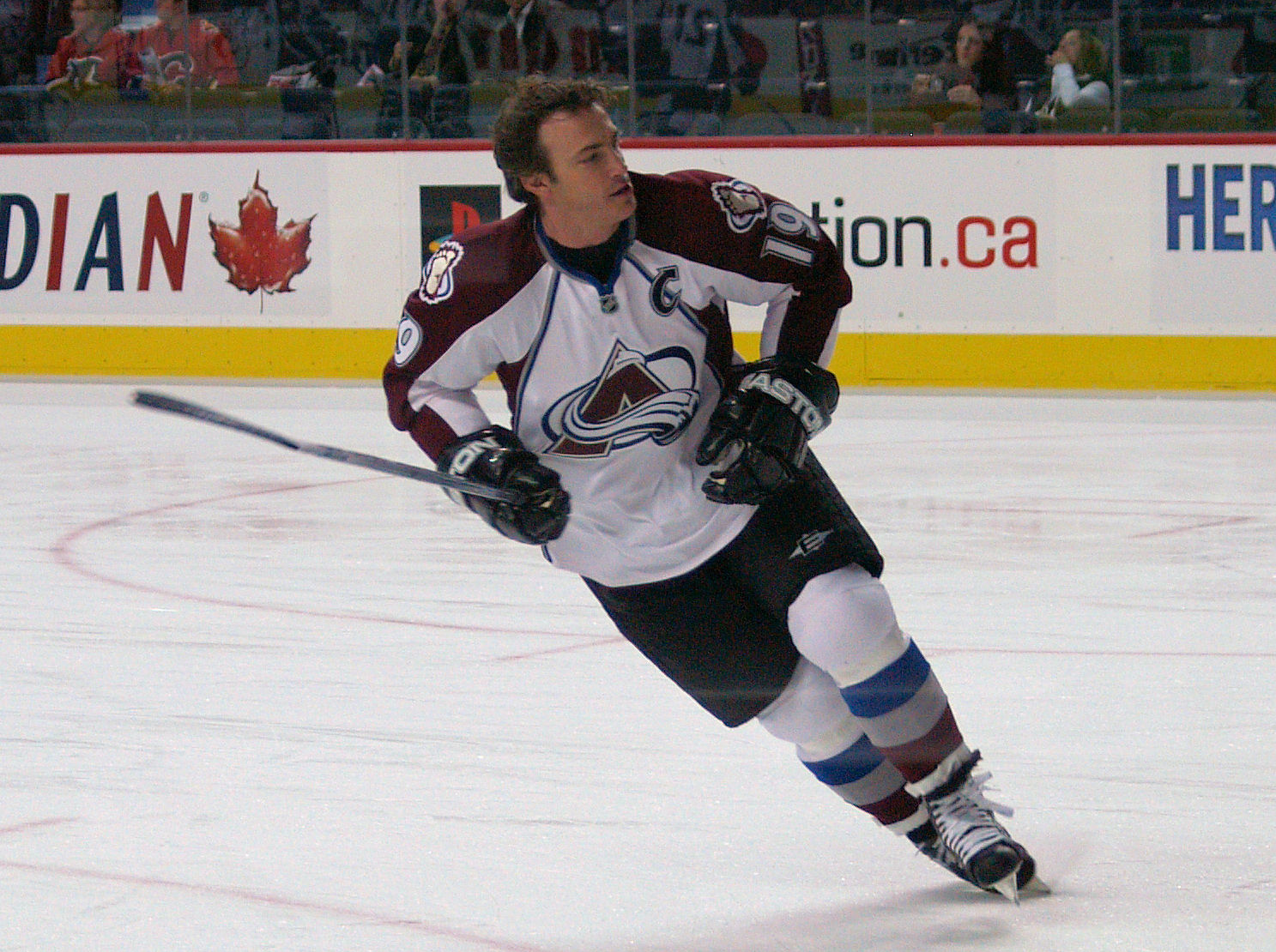
Joe Sakic podczas rozgrzewki przedmeczowej (2007)

W sezonie 2001–2002 z 79 punktami Sakic ponownie został najlepiej punktującym zespołu; w lidze był szósty. 9 marca 2002 roku, w spotkaniu z Florida Panthers, rozegrał swój 1000. mecz w karierze. Avalanche po raz kolejny dotarli do finału Konferencji Zachodniej, lecz nie sprostali tam drużynie Detroit Red Wings. W następnym sezonie Sakic wystąpił w zaledwie 58 spotkaniach w których zdobył tylko 58 punktów. W sezonie 2003–2004 ponownie pokazał klasę kończąc rozgrywki na 3. miejscu pod względem punktów (87). Był to pierwszy raz od sezonu 1993–1994 kiedy Lawiny nie wygrały swojej dywizji, a lepsi okazali się Vancouver Canucks.
Po lokaucie w sezonie 2004–2005 Avalanche byli zmuszeni pozbyć się kilku zawodników, by zmieścić się w limicie salary cap. Nawet po stracie kluczowych kolegów z drużyny, Petera Forsberga i Adama Foote'a, Sakic zdołał awansować z Lawinami do play-offów, w półfinale konferencji ulegając Anaheim Ducks. W czerwcu 2006 roku Sakic podpisał kontrakt na kolejny sezon z Avs gwarantujący mu 5,75 mln USD. Po zakończeniu kariery przez Steve’a Yzermana miesiąc później, Joe Sakic stał się najlepiej punktującym w całej karierze spośród aktywnych zawodników.
Następne rozgrywki 2006–2007 były dla Sakica równie udane. 15 lutego 2007 w meczu z Calgary Flames zdobył swoją 600. bramkę w karierze, zostając wówczas siedemnastym zawodnikiem w historii z tym osiągnięciem, a trzecim, obok Brendana Shanahana i Jaromíra Jágra z New York Rangers, w tamtym roku. Milan Hejduk, kolega z drużyny Sakica o jego osiągnięciu powiedział: „jest to liczba, której z pewnością nie uda mi się osiągnąć. [...] Dla Joe jest to po prostu kolejna liczba w jego wspaniałej karierze.” Ostatniego dnia sezonu zasadniczego zdobył swój 100. punkt, osiągając tę liczbę po raz szósty w karierze. Dzięki tym stu punktom, 37-letni Sakic został drugim pod względem wieku zawodnikiem ze zdobytymi 100 punktami w sezonie, obok legendarnego Gordiego Howe’a. Pomimo wysiłków Sakica i zrywu drużyny pod koniec sezonu, Lawinom po raz pierwszy od 11 lat nie udało się awansować do play-offów, kończąc rozgrywki ze stratą zaledwie 1 punktu do ósmego Calgary Flames. 1 maja liga NHL oznajmiła, że Sakic został jednym z trzech finalistów w walce o trofeum Lady Byng Trophy, które ostatecznie trafiło do Pawła Daciuka z Detroit Red Wings.

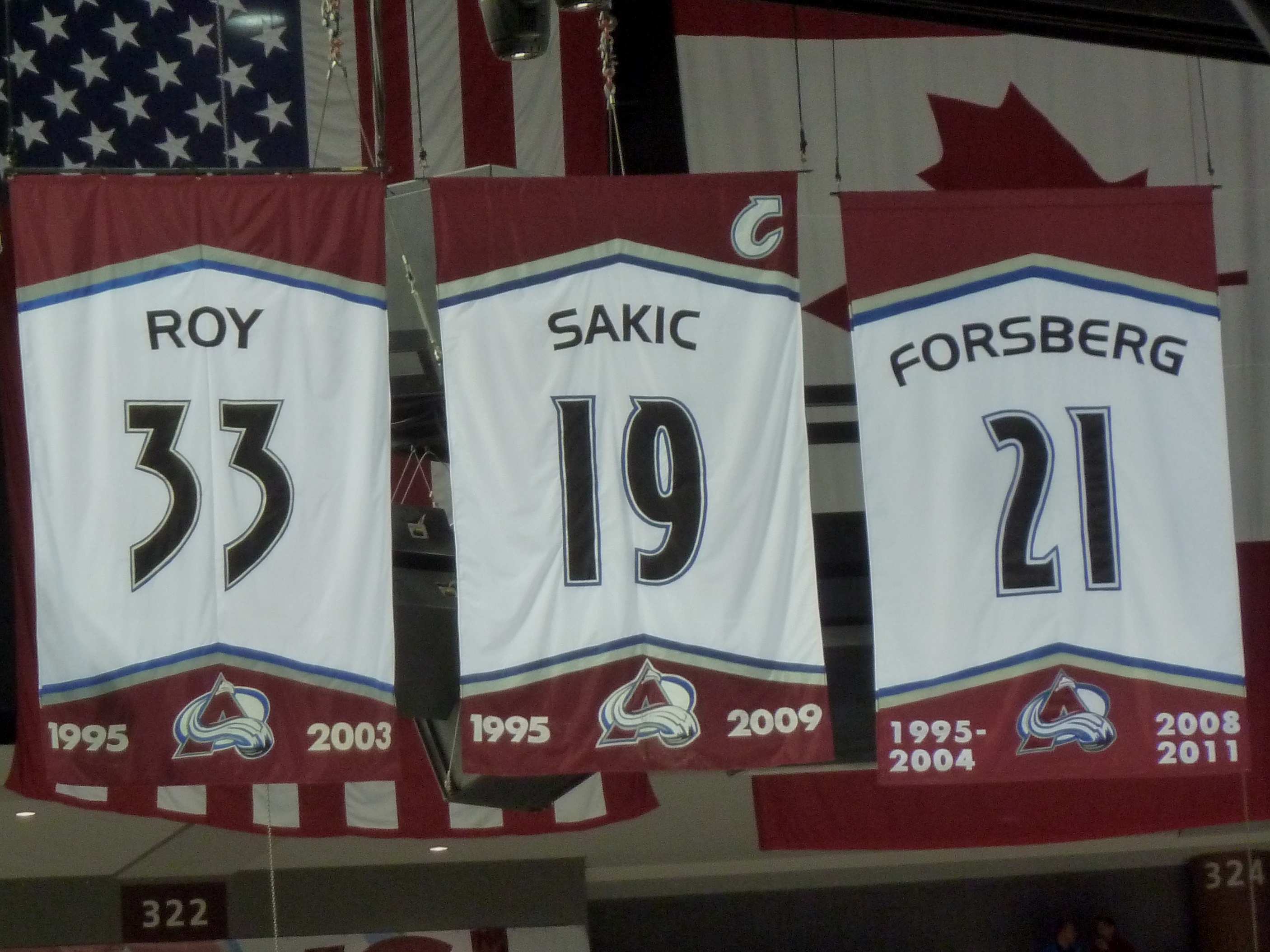
Zastrzeżony numer 19 Joe Sakica w hali Pepsi Center w Denver

W kwietniu 2007 roku Sakic ponownie podpisał roczny kontrakt z Colorado Avalanche na sezon 2007–2008 – 19. kolejny spędzony przez Kanadyjczyka w jednej franczyzie. Sakic skomentował porozumienie mówiąc, że „na tym etapie mojej kariery wolę zawierać umowy na jeden sezon po tym, jak ocenię moje możliwości w każdym kolejnym roku.” Po podpisaniu nowej umowy dyrektor generalny Avalanche François Giguère powiedział, że „Joe jest sercem tej organizacji, a jego przywództwo i wartość dla drużyny, w szczególności dla młodych graczy, jest niezaprzeczalna.” 7 października 2007 zdobył bramkę i asystę w meczu przeciwko San Jose Sharks, co pozwoliło mu poprawić wynik Phila Esposito i z 1591 punktami przesunąć się na 8. miejsce w liczbie zdobytych punktów w historii NHL. Dziewiętnaście dni później Sakic zdobył bramkę i asystował przy zwycięskim trafieniu w dogrywce Ryana Smytha z Calgary Flames, zdobywając przy tym 1600. punkt w karierze. 30 listopada 2017 u zawodnika stwierdzono przepuklinę. W związku z brakiem zadowalających efektów rehabilitacji, w grudniu 2007 Sakic poddał się operacji; kontuzja zmusiła go do opuszczenia 12 kolejnych spotkań. Przed urazem Sakic rozegrał 232 kolejne mecze. Po operacji opuścił rekordowe w swojej karierze 38 meczów. Na lodowisko wrócił 24 kwietnia i tego samego wieczora zanotował asystę. 22 marca 2008 w meczu przeciwko Edmonton Oilers Sakic zanotował 1000. asystę w karierze, zostając jedenastym hokeistą w historii NHL, któremu udało się osiągnąć ten kamień milowy.
W czerwcu 2008 roku Sakic w rozmowie z dyrektorem generalnym Colorado Avalanche François Giguère'em oznajmił, że nie jest pewny co do swojej przyszłości w Lawinach. Mimo to 27 sierpnia 2008 potwierdzono podpisanie przez zawodnika kolejnego rocznego kontraktu z zespołem. Kontuzje mocno ograniczyły występy Sakica w sezonie 2008–2009. Po rozegraniu 15 spotkań, w których Sakic zdobył 12 punktów, w listopadzie przepuklina dysku zmusiła go do dłuższej przerwy. W czasie, gdy regenerował się we własnym domu, w wypadku z dmuchawą śnieżną złamał trzy palce. Zakończenie kariery sportowej Sakic ogłosił 9 lipca 2009. Klub Colorado Avalanche zastrzegł jego numer 19. przed rozpoczęciem sezonu 2009–2010. Na banerze z jego numerem, zawieszonym nad płytą lodowiska w hali Pepsi Center, znajduje się litera „C” mająca świadczyć o jego długiej roli kapitana drużyny (Sakic był jedynym kapitanem w historii Lawin w momencie jego odejścia). Sakic został również pierwszym członkiem Avalanche Alumni Association.

## Statystyki

### Sezon zasadniczy i play-off
| 1985–86   | Burnaby BC Selects    | BCAHA     | 80   | 83  | 73   | 156  | 96  | —   | —  | —   | —   | —  |
| 1985–86   | Lethbridge Broncos    | WHL       | 3    | 0   | 0    | 0    | 0   | —   | —  | —   | —   | —  |
| 1986–87   | Swift Current Broncos | WHL       | 72   | 60  | 73   | 133  | 31  | 4   | 0  | 1   | 1   | 0  |
| 1987–88   | Swift Current Broncos | WHL       | 64   | 78  | 82   | 160  | 64  | 10  | 11 | 13  | 24  | 12 |
| 1988–89   | Quebec Nordiques      | NHL       | 70   | 23  | 39   | 62   | 24  | —   | —  | —   | —   | —  |
| 1989–90   | Quebec Nordiques      | NHL       | 80   | 39  | 63   | 102  | 64  | —   | —  | —   | —   | —  |
| 1990–91   | Quebec Nordiques      | NHL       | 80   | 48  | 61   | 109  | 24  | —   | —  | —   | —   | —  |
| 1991–92   | Quebec Nordiques      | NHL       | 69   | 29  | 65   | 94   | 20  | —   | —  | —   | —   | —  |
| 1992–93   | Quebec Nordiques      | NHL       | 78   | 48  | 57   | 105  | 40  | 6   | 3  | 3   | 6   | 2  |
| 1993–94   | Quebec Nordiques      | NHL       | 84   | 28  | 64   | 92   | 18  | —   | —  | —   | —   | —  |
| 1994–95   | Quebec Nordiques      | NHL       | 47   | 19  | 43   | 62   | 30  | 6   | 4  | 1   | 5   | 0  |
| 1995–96   | Colorado Avalanche    | NHL       | 82   | 51  | 69   | 120  | 44  | 22  | 18 | 16  | 34  | 14 |
| 1996–97   | Colorado Avalanche    | NHL       | 65   | 22  | 52   | 74   | 34  | 17  | 8  | 17  | 25  | 14 |
| 1997–98   | Colorado Avalanche    | NHL       | 64   | 27  | 36   | 63   | 50  | 6   | 2  | 3   | 5   | 3  |
| 1998–99   | Colorado Avalanche    | NHL       | 73   | 41  | 55   | 96   | 29  | 19  | 6  | 13  | 19  | 8  |
| 1999–00   | Colorado Avalanche    | NHL       | 60   | 28  | 53   | 81   | 28  | 17  | 2  | 7   | 9   | 8  |
| 2000–01   | Colorado Avalanche    | NHL       | 82   | 54  | 64   | 118  | 30  | 21  | 13 | 13  | 26  | 6  |
| 2001–02   | Colorado Avalanche    | NHL       | 82   | 26  | 53   | 79   | 18  | 21  | 9  | 10  | 19  | 4  |
| 2002–03   | Colorado Avalanche    | NHL       | 58   | 26  | 32   | 58   | 24  | 7   | 6  | 3   | 9   | 2  |
| 2003–04   | Colorado Avalanche    | NHL       | 81   | 33  | 54   | 87   | 42  | 11  | 7  | 5   | 12  | 8  |
| 2005–06   | Colorado Avalanche    | NHL       | 82   | 32  | 55   | 87   | 60  | 9   | 4  | 5   | 9   | 6  |
| 2006–07   | Colorado Avalanche    | NHL       | 82   | 36  | 64   | 100  | 46  | —   | —  | —   | —   | —  |
| 2007–08   | Colorado Avalanche    | NHL       | 44   | 13  | 27   | 40   | 20  | 10  | 2  | 8   | 10  | 0  |
| 2008–09   | Colorado Avalanche    | NHL       | 15   | 2   | 10   | 12   | 6   | —   | —  | —   | —   | —  |
| WHL razem | WHL razem             | WHL razem | 139  | 138 | 155  | 293  | 95  | 14  | 11 | 14  | 25  | 12 |
| NHL razem | NHL razem             | NHL razem | 1378 | 625 | 1016 | 1641 | 614 | 172 | 84 | 104 | 188 | 78 |

### Międzynarodowe
| Rok              | Drużyna          | Turniej          |    | M  | G  | A  | Pkt | Kary |
| ---------------- | ---------------- | ---------------- | -- | -- | -- | -- | --- | ---- |
| 1987             | Kanada           | –                | 1  | 0  | 0  | 0  | 0   |      |
| 1988             | Kanada           | MŚJ              | 7  | 3  | 1  | 4  | 2   |      |
| 1991             | Kanada           | MŚ               | 10 | 6  | 5  | 11 | 0   |      |
| 1994             | Kanada           | MŚ               | 8  | 4  | 3  | 7  | 0   |      |
| 1996             | Kanada           | PŚ               | 8  | 2  | 2  | 4  | 6   |      |
| 1998             | Kanada           | IO               | 4  | 1  | 2  | 3  | 4   |      |
| 2002             | Kanada           | IO               | 6  | 4  | 3  | 7  | 0   |      |
| 2004             | Kanada           | PŚ               | 6  | 4  | 2  | 6  | 2   |      |
| 2006             | Kanada           | IO               | 6  | 1  | 2  | 3  | 0   |      |
| Juniorskie razem | Juniorskie razem | Juniorskie razem | 8  | 3  | 1  | 4  | 2   |      |
| Seniorskie razem | Seniorskie razem | Seniorskie razem | 48 | 22 | 19 | 41 | 39  |      |

### All-Star
| Rok   | Miejsce     | G | A  | Pkt |
| ----- | ----------- | - | -- | --- |
| 1990  | Pittsburgh  | 0 | 2  | 2   |
| 1991  | Chicago     | 0 | 1  | 1   |
| 1992  | Filadelfia  | 0 | 2  | 2   |
| 1993  | Montreal    | 0 | 3  | 3   |
| 1994  | Nowy Jork   | 1 | 2  | 3   |
| 1996  | Boston      | 0 | 0  | 0   |
| 1997  | San Jose    | – | –  | –   |
| 1998  | Vancouver   | 0 | 2  | 2   |
| 2000  | Toronto     | 1 | 0  | 1   |
| 2001  | Denver      | 1 | 0  | 1   |
| 2002  | Los Angeles | 0 | 0  | 0   |
| 2004  | St. Paul    | 3 | 0  | 3   |
| 2007  | Dallas      | 0 | 4  | 4   |
| Razem | Razem       | 6 | 16 | 22  |

## Sukcesy i osiągnięcia
Reprezentacyjne
- Złoty medal zimowych igrzysk olimpijskich: 2002
- Złoty medal mistrzostw świata: 1994
- Złoty medal pucharu świata: 2004
- Złoty medal mistrzostw świata juniorów do lat 20: 1988
- Srebrny medal mistrzostw świata: 1991
- Srebrny medal pucharu świata: 1996

Klubowe
- Puchar Stanleya: 1996, 2001

Indywidualne
- Trofeum Harta: 2001
- Lester B. Pearson Award: 2001
- Conn Smythe Trophy: 1996
- Lady Byng Memorial Trophy: 2001
- NHL Foundation Player Award: 2007
- NHL Plus/Minus Award: 2000/2001 (+45)
- NHL All-Star Game: 1990, 1991, 1992, 1993, 1994, 1995, 1996, 1997 (nie wystąpił), 1998, 2000, 2001, 2002, 2004, 2007
- NHL All-Star Game MVP: 2004
- Najwięcej punktów w play-off: 1996 (34), 2001 (26)
- Najwięcej goli w play-off: 2001 (13)
- Skład gwiazd turnieju olimpijskiego: 2002
- Najlepszy napastnik turnieju olimpijskiego: 2002
- MVP turnieju olimpijskiego: 2002
- Nagroda Four Broncos Memorial Trophy: 1987, 1988
- Nagroda Jim Piggott Memorial Trophy: 1987
- Zawodnik Roku CHL: 1988
- Bob Clarke Trophy: 1988

Wyróżnienia
- Triple Gold Club: 24 lutego 2002
- Hockey Hall of Fame: 2012
- Galeria Sławy IIHF: 2017[17]